# Miguel Vargas
Miguel Vargas, född 8 november 1957, är en friidrottare från Costa Rica. Han deltog vid olympiska sommarspelen 1992.